# Nougat

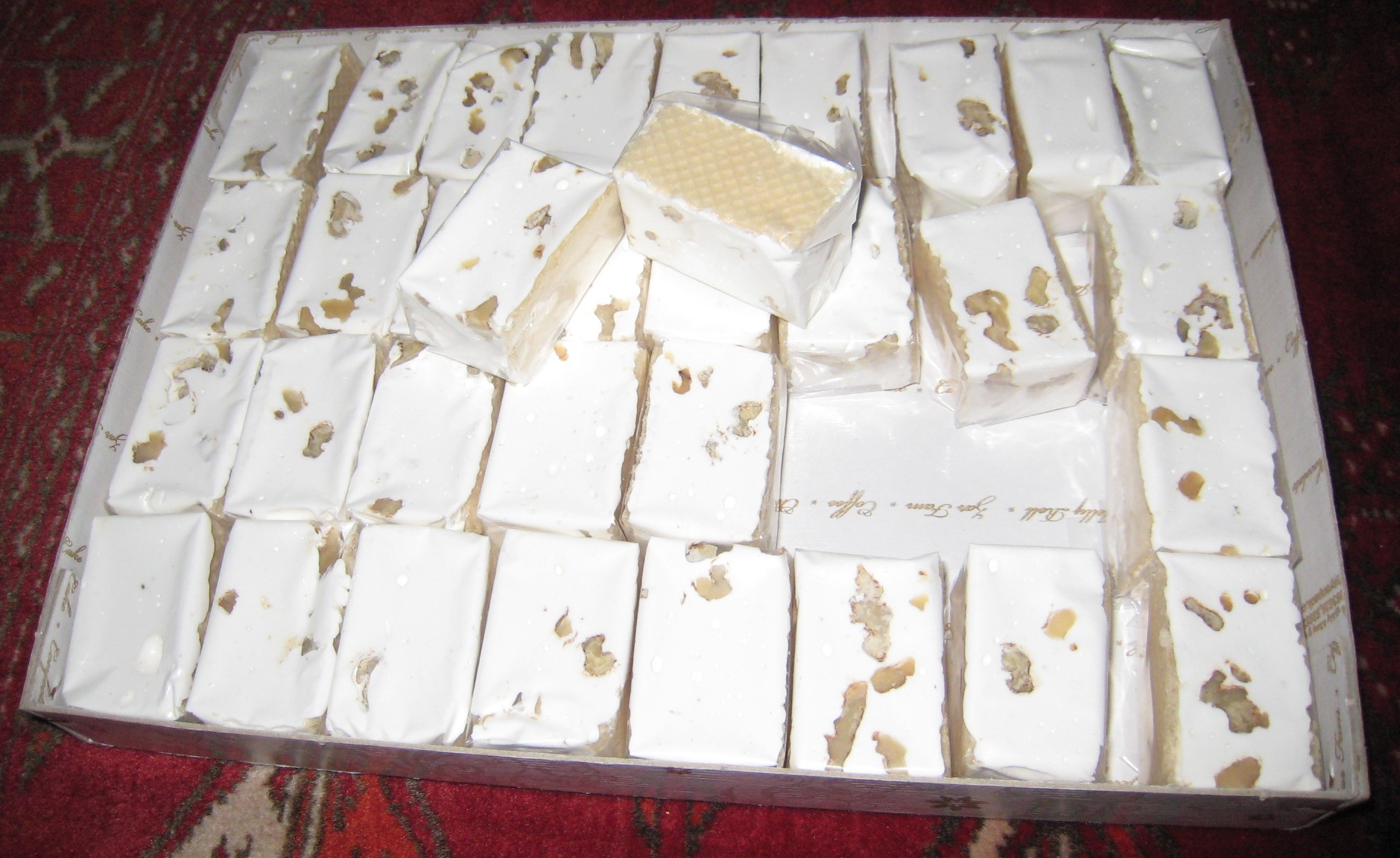
Vit nougat från Tabriz i Iran.

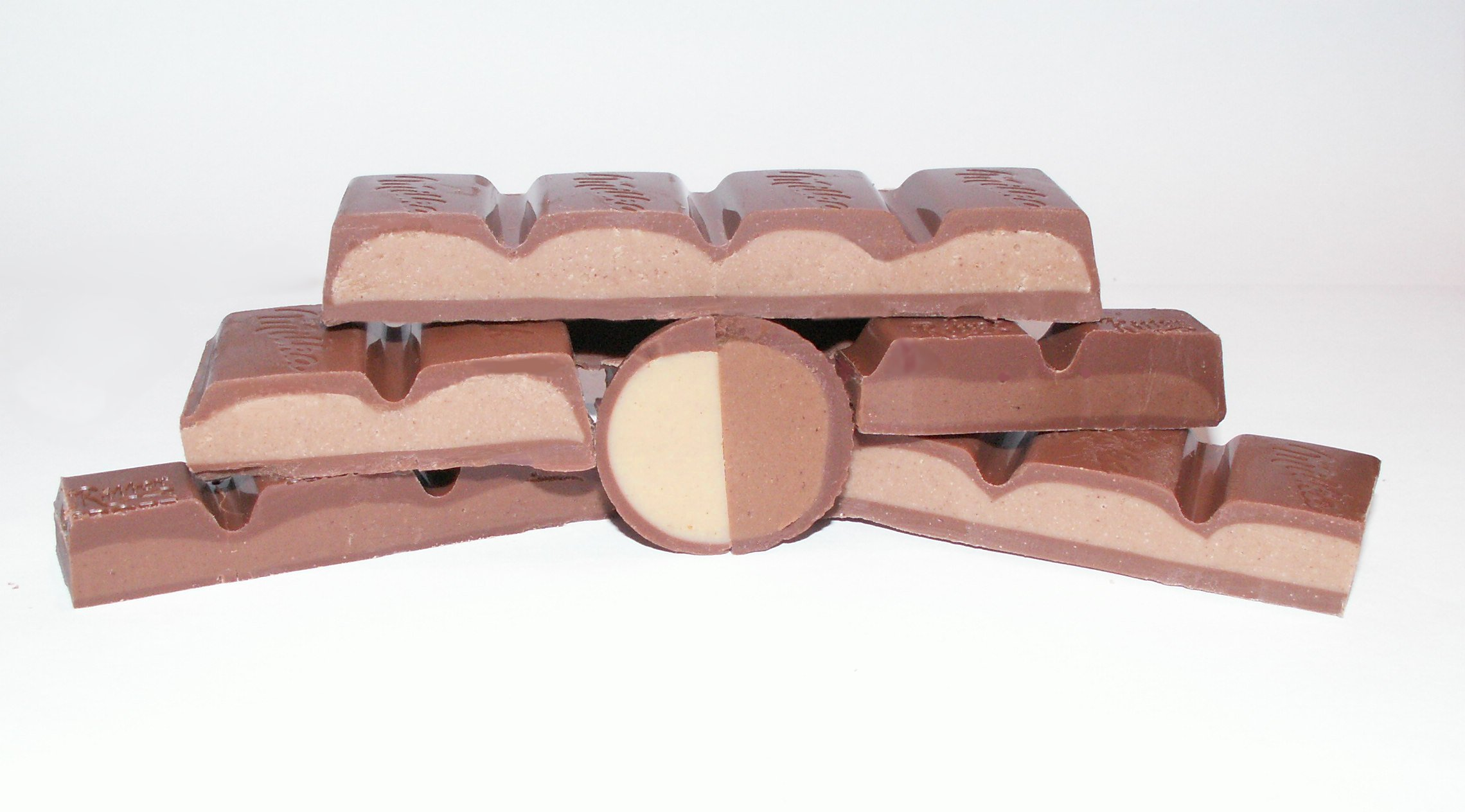
Chokladkaka med mörk nougat.

Nougat (av latinets nucatum och persiskans نوقا nuqa, vilket betyder "tillredning av nötter") avser konfekt bestående av rostade nötter, där mandlar och hasselnötter är vanliga, men även valnötter, pistach och macadamianötter förekommer. Nötterna blandas i maräng för vit eller fransk nougat, medan vanlig nougat (numera kallad krokant) görs av karamellmassa eller smält socker, medan den nougat som numera oftast avses är blandad med choklad. Nougat används bland annat i bakverk och som fyllning i chokladkonfekt och glass.

## Historia

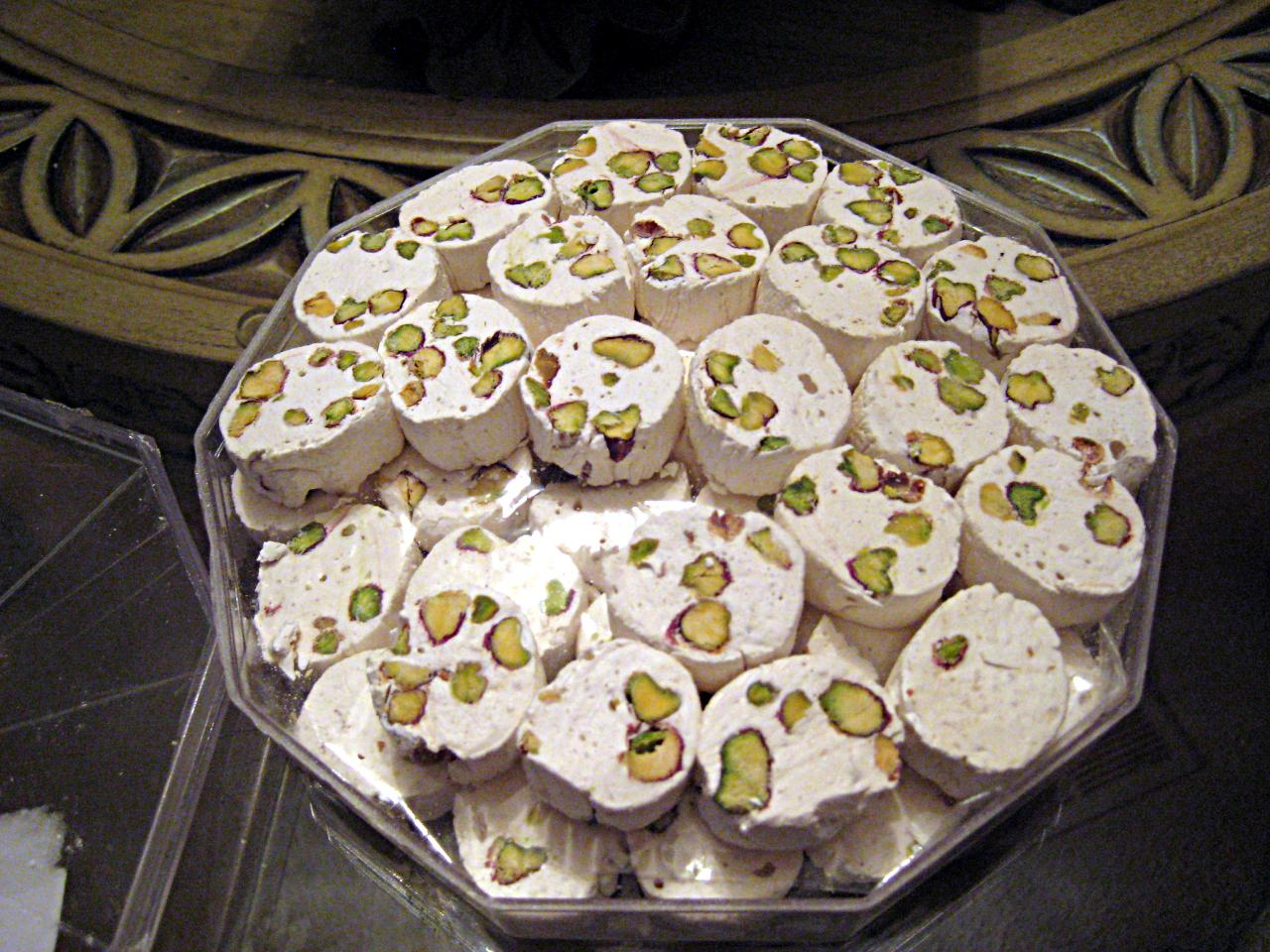
Vit nougat, så kallad gaz, från Iran.

### Vit nougat
Det finns tre grundtyper av nougat. Den första är vit nougat vars konsistens är seg, och vars bas utgörs av en maräng av hårt vispad äggvita och honung.
I Danmark och Sverige kallas den fransk nougat, medan den kallas persisk nougat i Amerika och många andra europeiska länder. I Iran är den känd som gaz (eller gäz om man går efter svensk stavning).
Ursprunget till vit nougat är oklart. Det finns tidiga recept från 900-talet som härstammar från Mellanöstern funna i Bagdad. Vit nougat är känd från 1400-talets Italien (torrone) och Spanien (turrón) och det första kända receptet från Spanien härstammar från 1500-talet. Äldre franska namn för denna sort är Marseillenougat eller Montélimarnougat
Vit nougat produceras främst i Iran men även i södra Europa. Den görs oftast i rätblocks- eller cylindrisk form och är vanligt som dessert vid bland annat persiska nyåret eller som julgodis i Italien och Spanien, men även i länder som tidigare ingick i spanska imperiet, som i Latinamerika. 

### Krokant
Den andra typen är krokant (franska croquante, av croquer, "knapra") eller brun nougat som är hårdare och mera knäckig än den vita nougaten, och kan ibland helt enkelt vara nötter omslutna av knäck, men kan också vara mindre knäckig och mer påminna om hård wienernougat. Brun nougat görs utan äggvita och basen består främst av honung eller karamelliserat socker, vilket ger den dess mörkare färg.

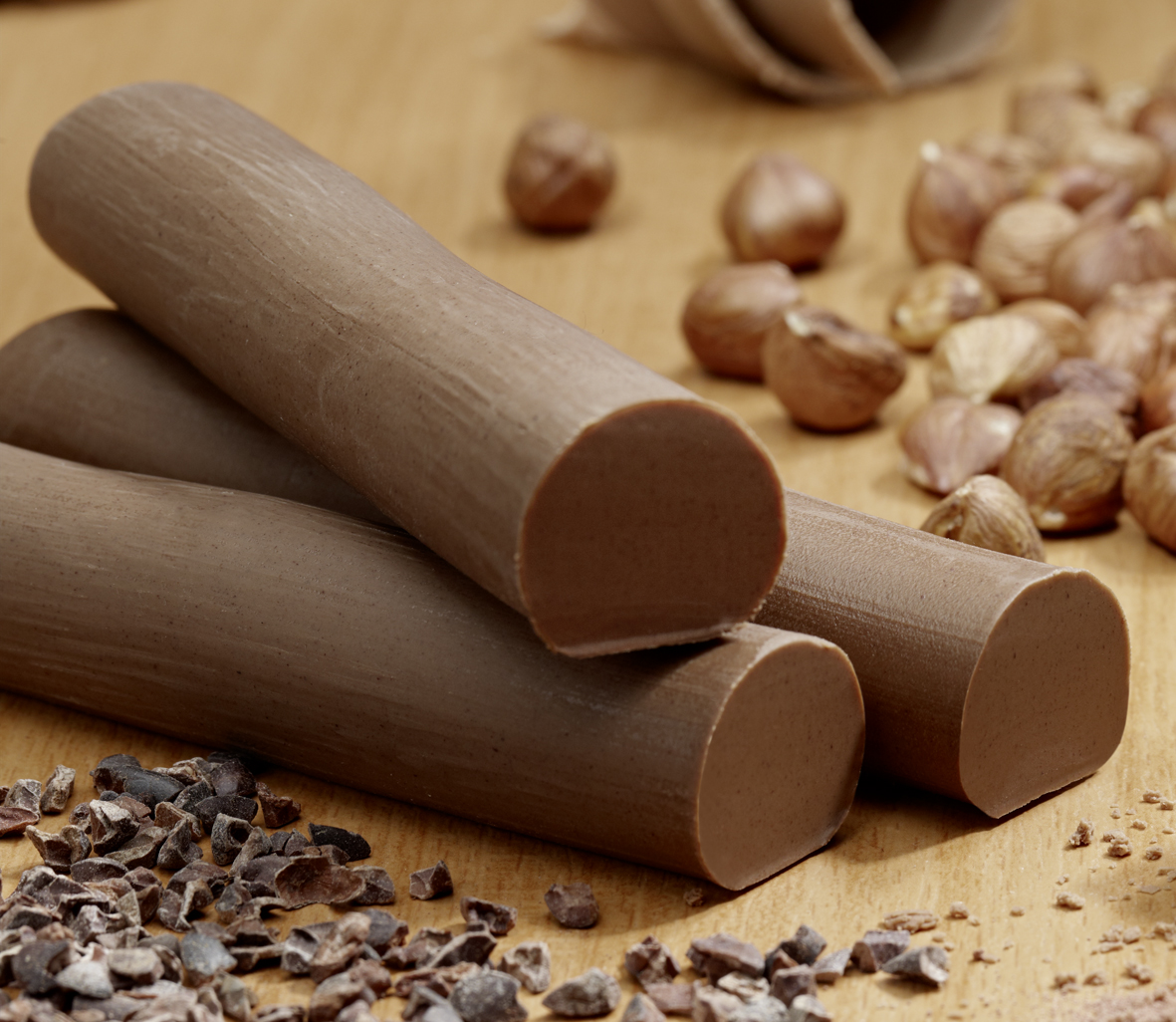
Mörk nougat, så som den förknippas i bland annat Centraleuropa och Norden.

I många romansktalande länder, som Spanien och Italien kallas denna nougat för Turrón och liknande, vilket härstammar från latinets torrere, som betyder "att rosta". Dagens Turrón kan härstamma från de historiskt muslimska delarna av Iberiska halvön där det fanns godis som kallades turun.

### Mörk nougat
Den tredje typen är i grunden en pralin av socker, kakaosmör, kakaomassa och nötter, oftast hasselnöt. Denna variant är mjuk och är den som oftast förknippas med "nougat" i Central- och Östeuropa och i Norden. Den kallas ibland för wienernougat, men det är även namnet på konfekt gjord på smält mörk nougat, choklad och flagad mandel.